# Korsbränning
Korsbränning är en företeelse som främst förknippas med den rasistiska organisationen Ku Klux Klan som började med detta under sin andra storhetstid på 1900-talet. 
Företeelsen är tagen från den kristna skotska traditionen att tända kors för att belysa dess ära. Korsbränning har även förekommit i Sverige, bl.a. i Gimo och Blidö i norra uppland.